# Pezzi (Francesco De Gregori)
Pezzi è un album del 2005 di Francesco De Gregori.

## Descrizione
Il disco è stato pubblicato sia in CD che in 33 giri.
Per promuoverlo l'artista compare, per la prima volta nella sua carriera, al Festivalbar. Singoli estratti sono, in ordine di uscita, Vai in Africa, Celestino!, Gambadilegno a Parigi e Passato remoto. In seguito all'uscita del disco è partito un tour, iniziato a Palermo.
L'album ha raggiunto la seconda posizione nella classifica degli album più venduti.
Il disco si è aggiudicato la Targa Tenco per il migliore album ed è considerato da molti come uno dei più vicini allo stile di Bob Dylan nella produzione di De Gregori, con melodia e molte ballate rock.

## Tracce
1. Vai in Africa, Celestino! – 4:00
2. Numeri da scaricare – 4:40
3. Gambadilegno a Parigi – 5:24
4. Tempo reale – 5:15
5. Parole a memoria – 5:24
6. La testa nel secchio – 6:33
7. Passato remoto – 3:50
8. Il panorama di Betlemme – 5:46
9. Le lacrime di Nemo - L'esplosione - La fine – 4:17
10. Il vestito del violinista – 4:53

## Musicisti
- Francesco De Gregori: voce, chitarra acustica, armonica
- Alessandro Arianti: pianoforte, organo Hammond, Fender Rhodes, tastiera
- Paolo Giovenchi: chitarra acustica, chitarra elettrica
- Guido Guglielminetti: basso
- Marco Rosini: mandolino, mandoncello
- Alessandro Svampa: batteria, percussioni
- Alessandro Valle: pedal steel guitar

## Le canzoni

### Vai in Africa, Celestino!
Una ballata rock, che ricorda molto Everything is broken di Dylan, in cui tutto è a pezzi. Secondo alcuni, il "Celestino" del ritornello sarebbe Walter Veltroni, e la conferma di ciò potrebbe essere contenuta in una frase di De Gregori nella celebre intervista in cui dichiarò che non avrebbe votato per il suo amico Veltroni alle primarie del Partito Democratico  del 2007: «Io lo prendevo un po' in giro per la storia dell'Africa: "Guarda Walter che non ci crede nessuno". Lui teneva il punto: "Ti dico che vado in Africa!". Almeno su questo, per ora ho avuto ragione io»    Per altri, dietro l'immagine di Celestino V, colui che secondo Dante, "fece per viltade il gran rifiuto" del papato per viltà, c'è la tentazione dell'autore di disinteressarsi della politica.

### Numeri da scaricare
Blues con chiaro riferimento alla deportazione degli ebrei durante l'olocausto, dove le persone sui treni erano considerate semplici numeri.

### Gambadilegno a Parigi
Presenta la figura di un reduce di guerra, "del Vietnam o della Corea", ha detto l'autore, che sogna di poter vincere la propria solitudine esistenziale grazie all'amore e al sogno. L'uomo "sogna Atene" ("è la culla della nostra civiltà" secondo De Gregori), ma si trova sotto la neve, simbolo del gelo che ora avvolge il suo animo; lasciato l'ospedale militare dove gli hanno messo una protesi in legno al posto dell'arto perso in guerra, va a Parigi, dove cammina zoppicando lungo gli Champs-Élysées, incontro alla sconfitta definitiva, ma sempre in piedi.
La vicenda si snoda per associazioni, proprio come in un sogno, su di una musica morbida e lenta.
La canzone ha vinto il premio "Miglior canzone dell'anno" secondo i lettori del quotidiano La Stampa.

### Tempo reale
Altro impietoso ritratto dell'Italia del 2000, che termina "se potessi rinascere ancora... Preferirei non rinascere qua".

### Parole a memoria
Canzone della memoria e della poesia (Era solo per ricordare/l'ultimo verso dell'Infinito), in cui, per i riferimenti biografici (...una piccola città di mare...  riferibile all'infanzia trascorsa dall'autore a Pescara), in molti hanno visto una dedica dell'autore alla figura del padre, Giorgio De Gregori, scomparso nel 2003.
Il ritornello musicale ricorda molto Knockin' on Heaven's Door, di Bob Dylan

### La testa nel secchio
La canzone riporta alcuni ricordi dell'autore.

### Passato remoto
È ancora il tema dei ricordi, del passato, dell'amore.

### Il panorama di Betlemme
Il protagonista è un uomo, colpito a morte, in Palestina (israeliano? palestinese?) che prega di poter respirare e riposare  ancora, prima della fine, mentre una mosca, simbolo di morte, lo tormenta.

### Le lacrime di Nemo - L'esplosione - la fine
Una ballata lenta e malinconica come una ninna nanna, suonata dal mandolino di Marco Rosini, fa da sfondo a un testo toccante, ispirato al Capitano Nemo di Jules Verne, inteso come simbolo dell'umanità intera.

### Il vestito del violinista
È ispirata alla strage di Beslan in Russia. Il titolo potrebbe nascere da inquadrature di Schindler's List oppure da quadri come quelli di Marc Chagall.